# زوئیکی شوهو
زوئیکی شوهو (به ژاپنی: 瑞渓周鳳 ずいけいしゅうほう) سال‌های حیات (۲ ژانویه ۱۳۹۲–۳ ژوئن ۱۴۷۳ میلادی) یک سانگها (راهب) فرقه رینزای اهل ولایت ایزومی بود. وی در معبد شوکوکو در کیوتو در اواسط دوره موروماچی خدمت می‌کرد و نویسنده کتاب زنرینکوکوهوکی (گنجنامه همسایه خوب) است. این کتاب نخستین تاریخ دیپلماسی در ژاپن به‌شمار می‌رود و در طی سال‌های ۱۴۶۶ تا ۱۴۷۰ میلادی و در زمان هشتمین شوگون از شوگون‌سالاری آشیکاگا، آشیکاگا یوشی‌ماسا نوشته شده‌است.